# Autodesplumado

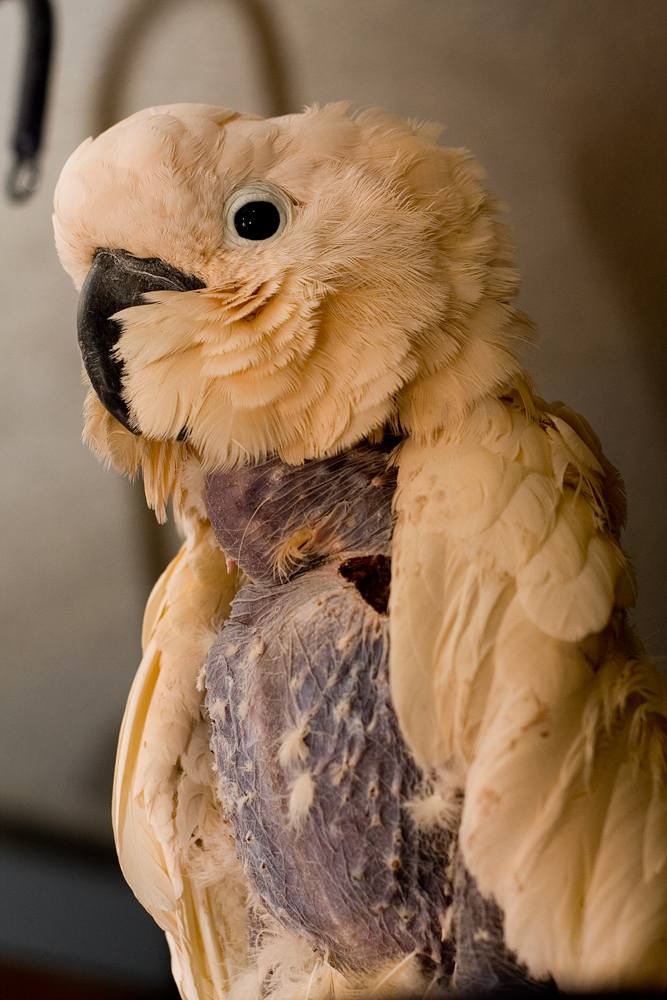
Suelen arrancarse las plumas de las zonas más accesibles: pecho, flancos, cuello, vientre y la zona interior de los muslos.Cacatua moluccensis

El autodesplumado, picaje o pterotilomanía es un comportamiento patológico que se produce en las aves en cautividad por el cual se arrancan o muerden sus propias plumas con el pico, produciéndose daños en el plumaje y ocasionalmente en la piel. Es especialmente común entre los Psittaciformes, ya que se estima que un 10% de los ejemplares cautivos muestran este trastorno. Las áreas del cuerpo donde se arrancan las plumas suelen ser las más accesibles como el cuello, el pecho, los flancos, la parte interior de los muslos y la zona abdominal. Generalmente los objetivos principales son las plumas de contorno y el plumón, pero en algunos casos también afecta a las plumas de vuelo de las alas y la cola. Aunque tiene resultados similares al desplumado de las aves de corral, en realidad son dos comportamientos distintos pues las gallinas arrancan las plumas de otros individuos no las propias.
El autodesplumado tiene características comunes con la tricotilomanía, un trastorno del control de los impulsos de los humanos, y el estirado del pelo registrado en los ratones, las cobayas, conejos, ovejas, bueyes almizcleros, perros y gatos, lo que indica que el alivio de estos problemas debe abordarse usando la psicología comparada.

## Causas

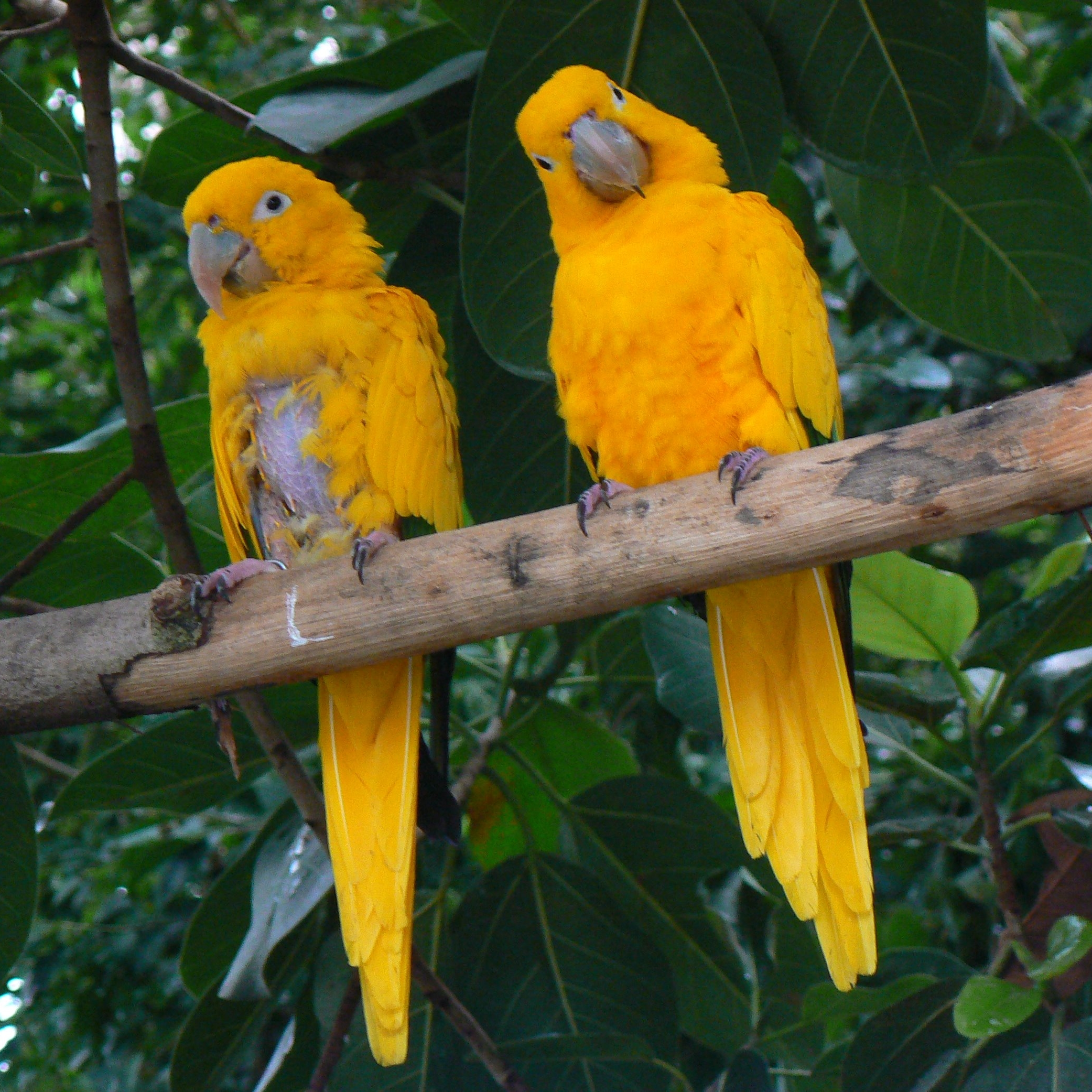
Los loros cautivos, como la aratinga guaruba de la izquierda, son particularmente propensos a este problema.

El autodesplumado generalmente se considera un trastorno multifactorial, aunque puede estar relacionado principalmente con tres aspectos del cuidado de las aves:
1. el tamaño de la jaula a menudo restringe los movimientos del ave;
2. el diseño de la jaula y el ambiente monótono que no proporcionan suficientes oportunidades para desarrollar sus comportamientos y su sensibilidad; y
3. los alojamientos solitarios, que no colman las altas necesidades sociales del ave.

### Factores sociales y medioambientales

#### Experiencias tempranas

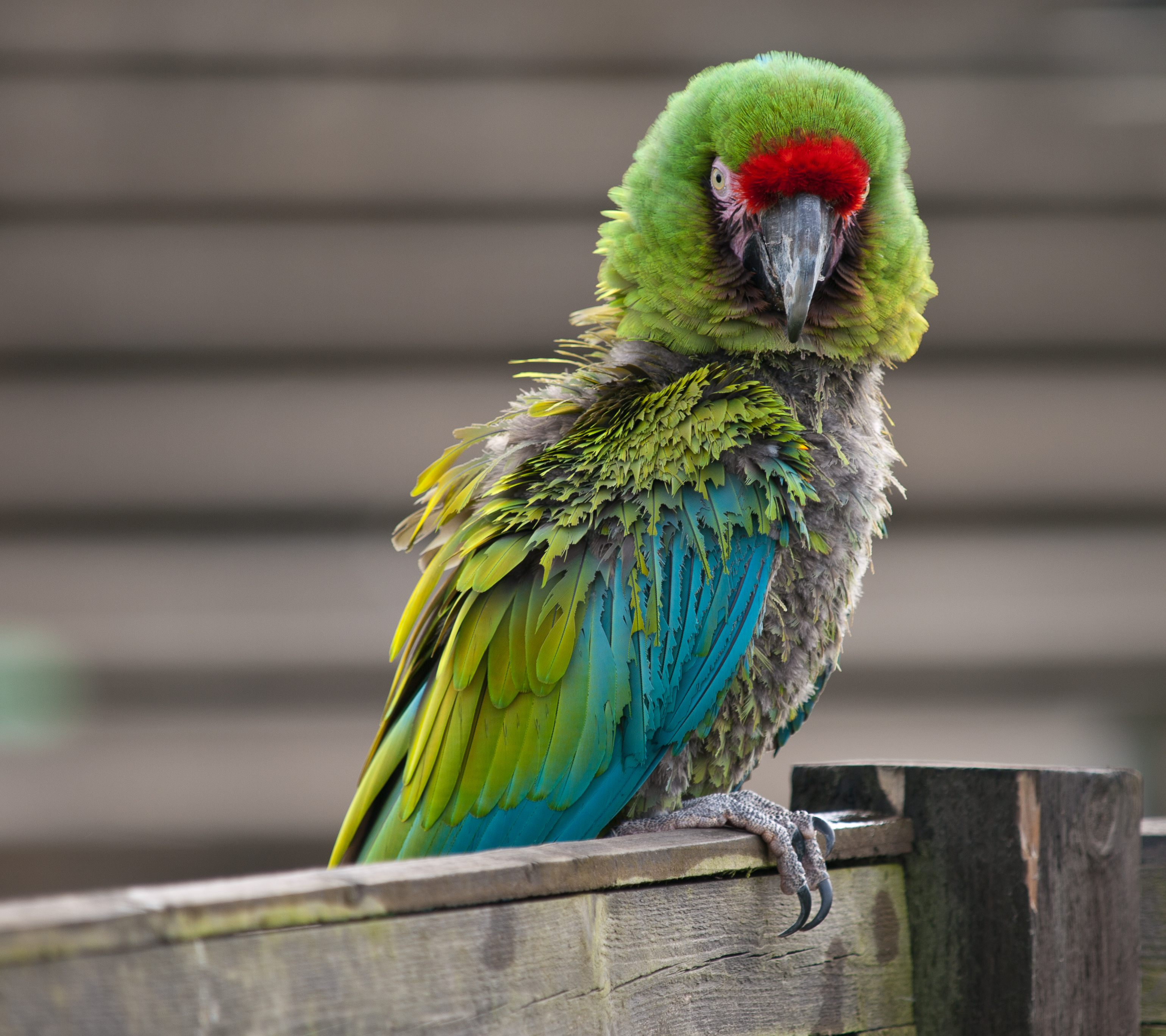
No solo se arrancan las plumas sino que pueden deteriorarlas al mordisquearlas en un comportamiento de acicalado excesivo.Ara miltaris

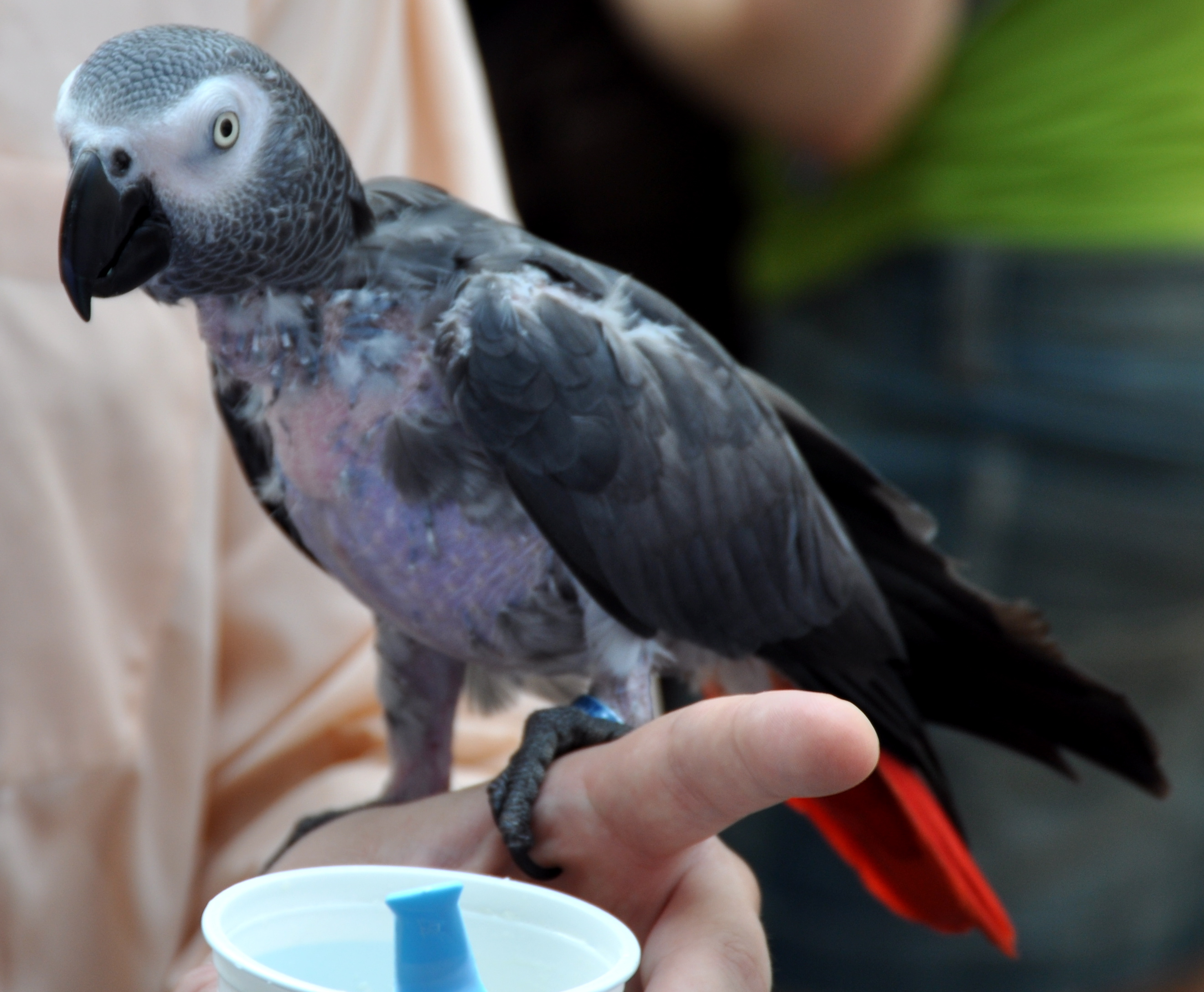
Loro yaco con un caso avanzado de autodesplumado.

El autodesplumado a menudo se atribuye a varias caudas sociales como la pobre socialización o la ausencia de padres durante su desarrollo, por lo que el individuo no aprende adecuadamente el comportamiento adecuado para acicalarse. Varios estudios se han centrado en las formas de crianza (capturados de la naturaleza, criados por los padres, criados a mano).

#### Aislamiento
En cautividad las aves mascota a menudo se tienen aisladas de sus congéneres, mientras que en la naturaleza son aves sociales que viven en parejas o forman bandadas estables y a veces estables. Estas aves no llevan bien la soledad. La privación de compañeros sociales o sexuales puede originar ansiedad por la separación, aburrimiento, sentimiento de soledad, frustración sexual o comportamientos para llamar la atención. Todos estos factores pueden contribuir al autodesplumado, aunque no se han realizado estudios empíricos al respecto.

#### Ambientes monótonos
Incrementar la complejidad ambiental puede reducir el autodesplumado, sin embargo, en otros estudios establecen como causa los ambientes pobres en estímulos pero no se consigue eliminar los problemas de desplumado ya existentes con el enriquecimiento.

#### Estrés
El autodesplumado también se ha interpretado como una estrategia para enfrentarse a estados afectivos negativos como el estrés, la soledad y el aburrimiento producidos por un factores sociales y ambientales inapropiados. Los descubrimientos a favor de la hipótesis del estrés incluyen un estudio en el que las distintas posiciones en la habitación afectaban al trastorno. Las amazonas alinaranjas (Amazona amazonica) que estaban situados en las proximidades o directamente en la línea de visión de la puerta mostraban significativamente más autodesplumado que los situados lejos de la puerta, lo que indica los factores estresantes forman parte de la causa. Además se ha encontrado en los loros que se autodespluman niveles más altos de corticosterona, una hormona segregada por muchos animales cuando están expuestos a estrés crónico. También es un indicativo el que el autodesplumado se produzca más en los días largos, presumiblemente esto puede estar relacionado con que las aves estén más cansadas y por ello estresadas.

### Factores médicos y físicos
Se han propuesto muchas causas médicas subyacentes para el desarrollo del autodesplumado como las alergias, los parásitos (externos e internos), la irritación de la piel (por tóxicos o bajos niveles de humedad), hipotiroidismo, obesidad, dolor, enfermedades reproductivas, enfermedades sistémicas (en particular del hígado y los riñones), hipocalcemia, enfermedad del pico y las plumas de los psitaciformes, síndrome de dilatación proventricular, cólicos, giardiasis, psittacosis, inflamación de los sacos aéreos, intoxicación por metales pesados, folliculitis por bacterias u hongos, anormalidades genéticas de las plumas, deficiencias alimentarias (en particular de vitamina A) o desequilibrios alimentarios, y neoplasia. La correlación de muchos de estos factores no se ha establecido y podrían haberse encontrado junto al autodesplumado por simples coincidencias.
Aproximadamente el 50% de los psitaciformes que muestran comportamientos que dañan sus plumas han tenido un diagnóstico de enfermedades inflamatorias de la piel según las biopsias tanto de la piel como de las plumas. Las aves tratan de aliviarse del picor acicalándose las plumas, pero esto induce a un exceso de acicalado y finalmente al autodesplumado.

### Factores neurobiológicos
Actualmente se sabe poco sobre las disfunciones cerebrales en relación con el autodesplumado. Pero se ha hipotetizado que podría deberse a una función anormal del cerebro, especialmente en aquellos casos que parecen sensibles a los tratamientos con intervenciones ambientales y cambios ambientales. Se ha sugerido que podría indicarse terapia psicotrópica para tratar el autodesplumado en las aves pero sus respuestas han sido variables.

### Factores genéticos
En las amazonas alinaranjas se ha estimado una heredabilidad del 1,14 ± 0,27 del autodesplumado, lo que indica que existe una base genética. Sin embargo este estudio solo se analizó a hermanos de padre y madre de un pequeño grupo de aves, lo que explica un valor de la heredabilidad mayor que uno. En el análisis de los loci de rastro cuantitativo (QTL) podría proporcionar más visión de los posibles marcadores genéticos relacionados con el autodesplumado.

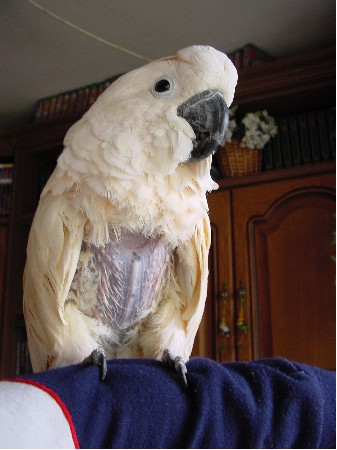
Para evitar el autodesplumado hay que mejorar y enriquecer el ambiente del ave para evitar que se sienta sola, estresada o aburrida.Cacatua moluccensis

## Tratamiento
El tratamiento veterinario o la mejora del ambiente que rodea al ave para hacerlo más estimulante pueden ayudar a las aves que sufren de autodesplumado.
Incrementar las oportunidades para que el ave se entretenga alimentándose reducen notablemente el autodesplumado. A las aves en cautividad generalmente se les suele dar una alimentación de alta concentración calórica que puede consumirse de forma muy rápida, mientras que en la naturaleza las aves pasan muchas horas buscando y alcanzando la comida. La combinación de un ambiente poco estimulante y un exceso de alimento de fácil acceso permite que redirijan su atención a las plumas. Cuando en un experimento con dieciocho loros yaco que se autodesplumaban se les cambió la forma de proporcionarles el alimento, en dispensadores en forma de tubo en lugar de en cuencos, incrementaron el tiempo dedicado a alimentarse en setenta y tres minutos cada día y su plumaje mejoró notablemente en un mes.
Hacer que el ambiente en el que está el ave sea más estimulante reduce el autodesplumado. No pueden permanecer en espacios demasiado reducidos y tienen que tener elementos variados por los que puedan trepar y colgarse. Hay que evitar que el ave pase largos periodos de tiempo sola, necesitan la compañía tanto de los humanos como de congéneres, muchas especies de psitaciformes no deberían adquirirse más que en parejas. Situar las jaulas cerca de las ventanas (cerradas) puede mantenerlas entretenidas mirando la calle y todo lo que pasa. Los loros y cacatúas necesitan elementos y juguetes que puedan manipular, e incluso romper, y es conveniente cambiarlos periódicamente para que no les aburran. A veces ponerles músicas variadas o incluso dejarles la televisión puesta cuando se quedan solos puede evitar que la soledad les estrese. Dedicar tiempo frecuentemente a enseñarles a hacer pequeños trucos también puede estimularles intelectualmente, y además esto puede fortalecer los lazos con sus propietarios y ayudar en las manipulaciones del ave.
En las tiendas de mascotas se venden pulverizadores de sustancias orgánicas amargas que pueden hacer que les resulte desagradable picotearse las plumas en las que se ha rociado, especialmente las recién salidas, aunque también pueden entorpecer el acicalado normal que el ave necesita hacer con su pico. Por ello no son recomendables hasta que no se determine y ataje la causa real del autodesplumado del ave.